# Cmentarz prawosławny w Masłomęczu
Cmentarz prawosławny w Masłomęczu – nekropolia w Masłomęczu, należąca początkowo do parafii unickiej, następnie prawosławnej.

## Historia i opis
Czas powstania cmentarza nie jest znany. Prawdopodobnie został on wytyczony w I połowie XIX w. na potrzeby unickiej cerkwi w Masłomęczu. Najstarszy zachowany na terenie nekropolii nagrobek również pochodzi z czasów unickich, datowany jest na r. 1868. W 1875, gdy zlikwidowana została unicka diecezja chełmska, cmentarz w Masłomęczu stał się nekropolią prawosławną i był w takim charakterze użytkowany do końca II wojny światowej. W kolejnych latach, po wywiezieniu ludności ukraińskiej wyznania prawosławnego z ziemi hrubieszowskiej, popadł w ruinę, porządkowane były jedynie niektóre groby. Po II wojnie światowej na jego terenie zbudowano ołtarz polowy na końcu alei prowadzącej od bramy cmentarnej. Zmieniono również lokalizację przynajmniej niektórych nagrobków, ustawiając je rzędami wzdłuż alei. Pierwotnie nekropolia dzieliła się na pięć kwater.
Na początku lat 90. XX wieku na cmentarzu istniało około dwudziestu kamiennych i żeliwnych nagrobków sprzed II wojny światowej; każdy był uszkodzony – zniszczono prawosławne krzyże. W większości mają one postać prostopadłościennych postumentów, na których pierwotnie znajdowały się tablice nagrobne. Na cmentarzu znajduje się również złamana kolumna symbolizująca przerwane życie, obelisk nagrobny oraz zniszczona rzeźba Chrystusa. Nagrobki zdobione są tympanonami, gzymsami uskokowymi, płaskorzeźbami w kształcie krzyży.
Na nagrobku znajduje się jeden nagrobek ofiary hitlerowskich represji – zamordowanego 7 marca 1944 Andreja Semeniuka.
Inskrypcje na nagrobkach wykonane są w językach cerkiewnosłowiańskim, ukraińskim lub polskim. Cmentarz częściowo zarośnięty jest krzewami czarnego bzu (w północnej części), poza tym rosną na nim lipy, topole, kasztanowce i klon. Pierwotnie nekropolia otoczona była ceglanym murem, z którego pozostały dwa słupy; po II wojnie światowej zastąpiono go siatką.

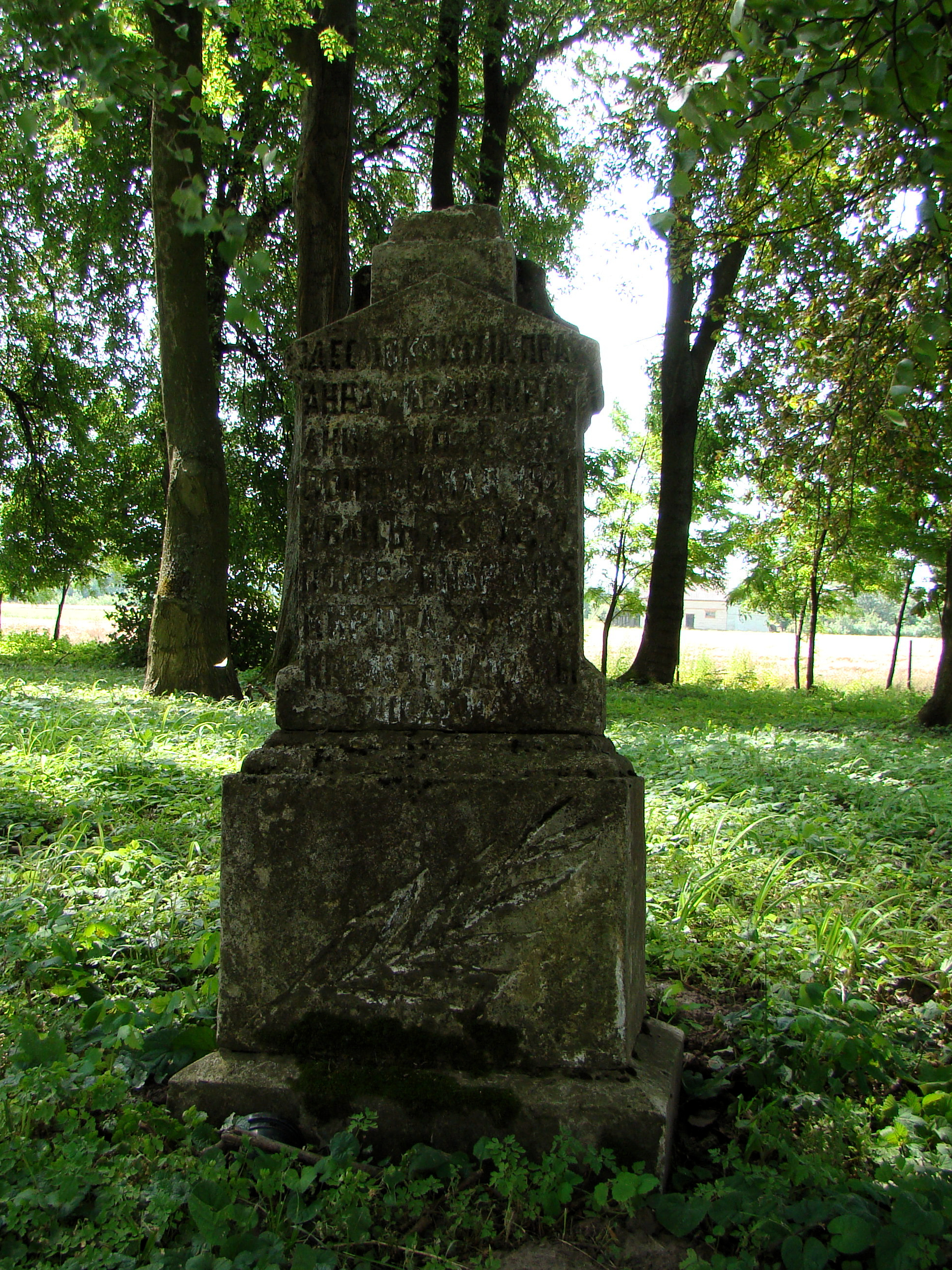
Jeden ze zniszczonych nagrobków
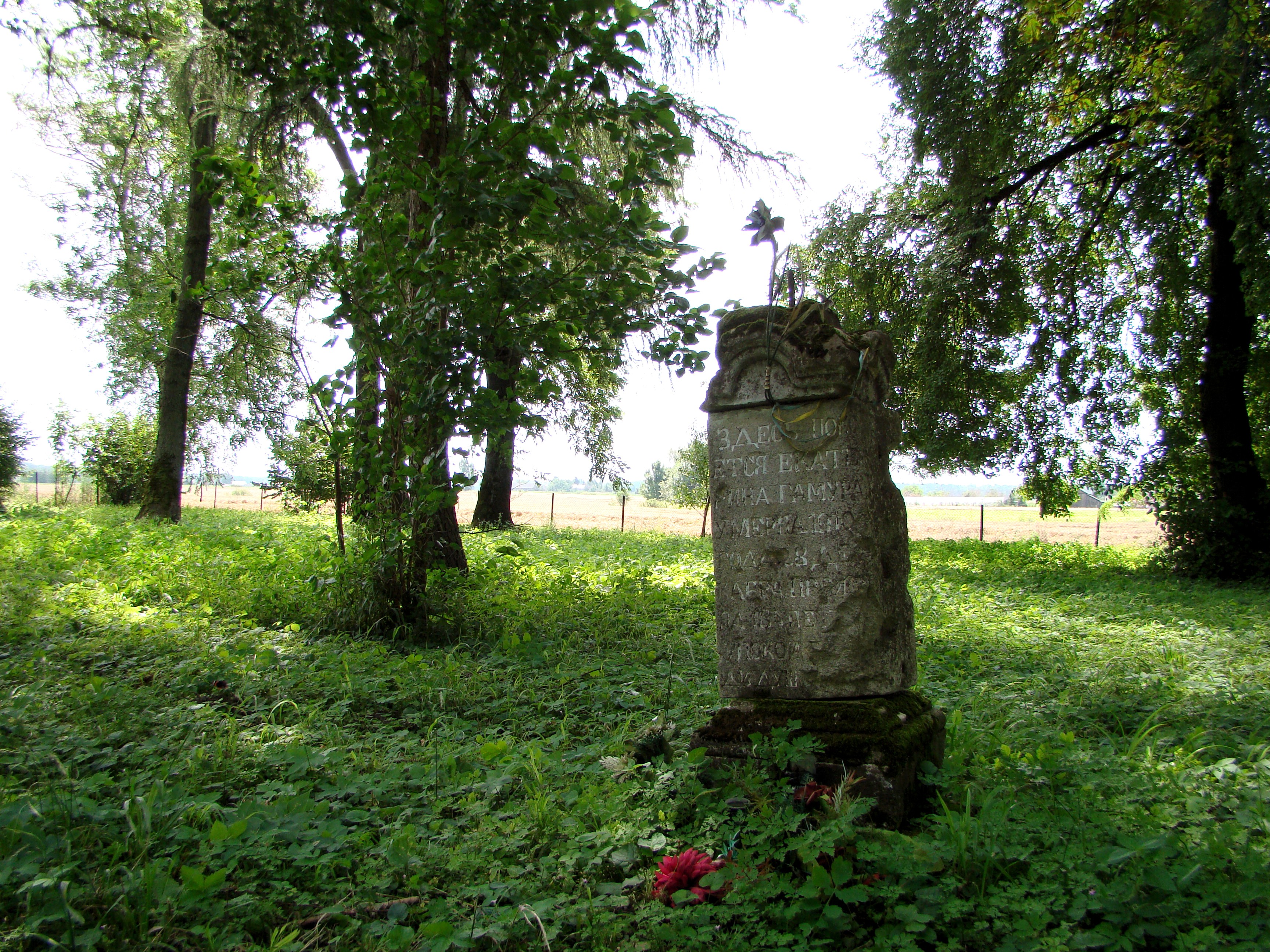
Nagrobek z k. XIX w.
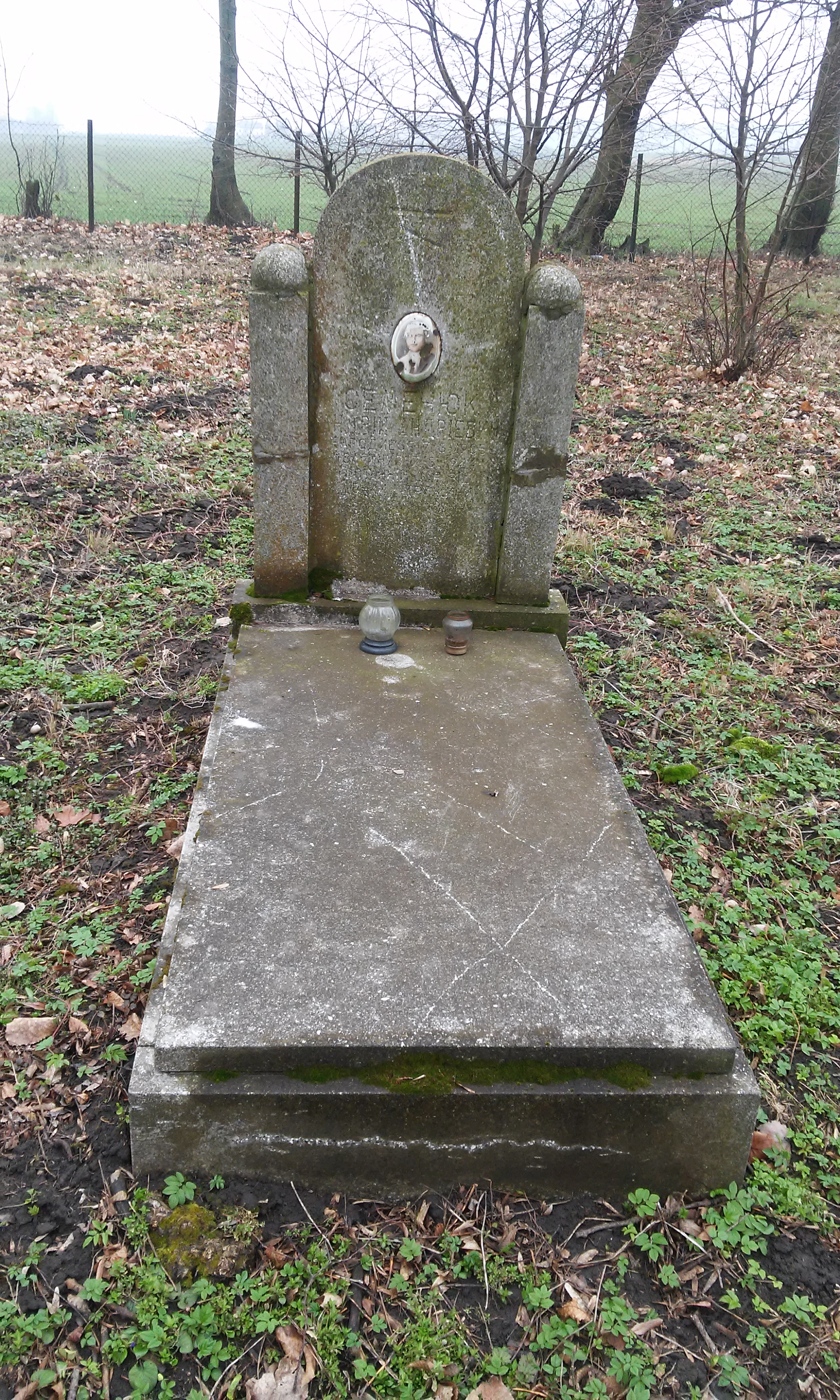
Nagrobek zamordowanego w 1944 Andreja Semeniuka
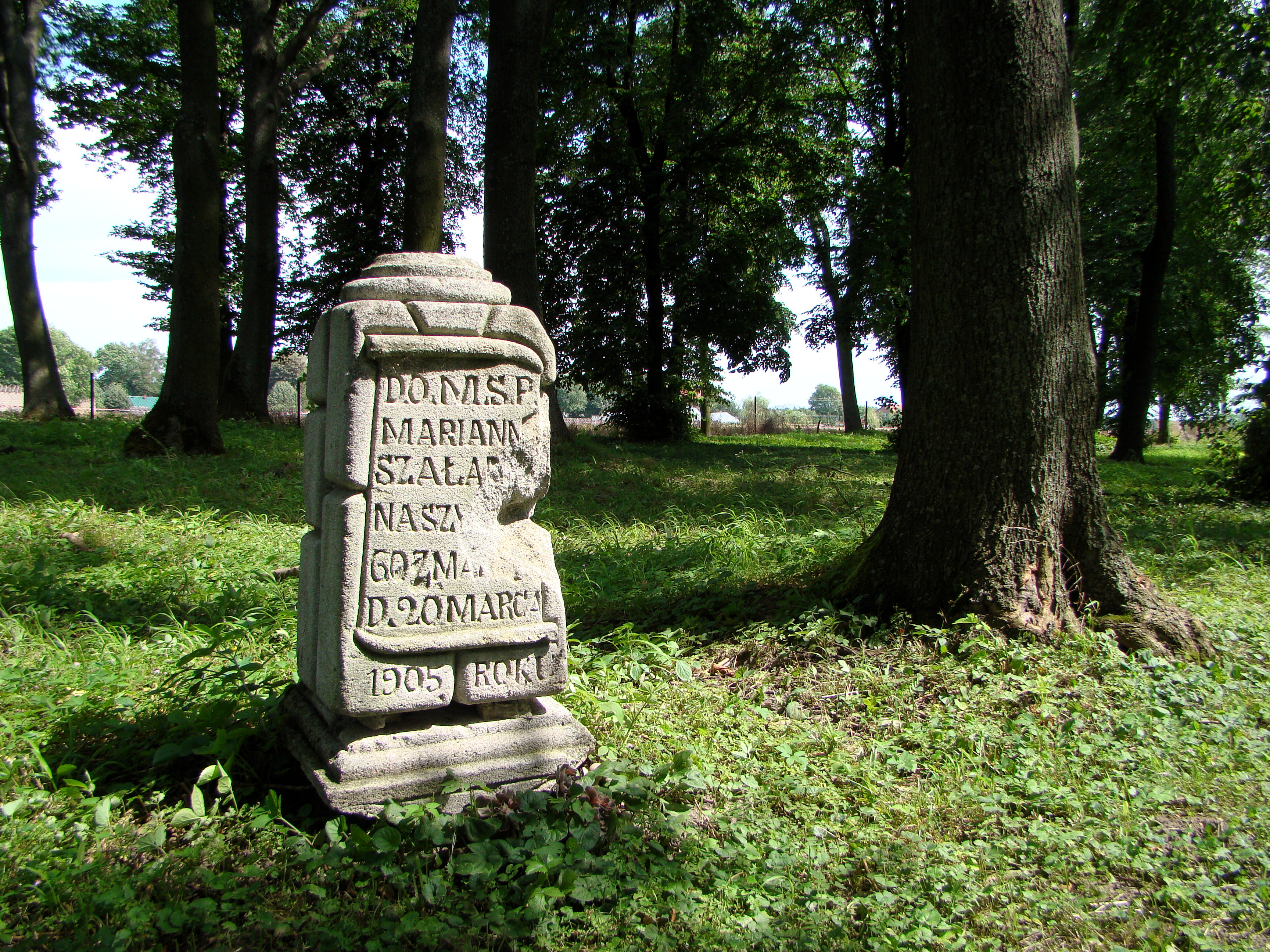
Nagrobek z 1905 z inskrypcją polską